# 赫尔达
赫尔达（Harda），是印度中央邦赫尔达县的首府。总人口105463（2017年）。

## 人口
该地2001年总人口61712人，其中男性32398人，女性29314人；0—6岁人口8496人，其中男4435人，女4061人；识字率73.56%，其中男性为79.72%，女性为66.75%。